# Frans Timén

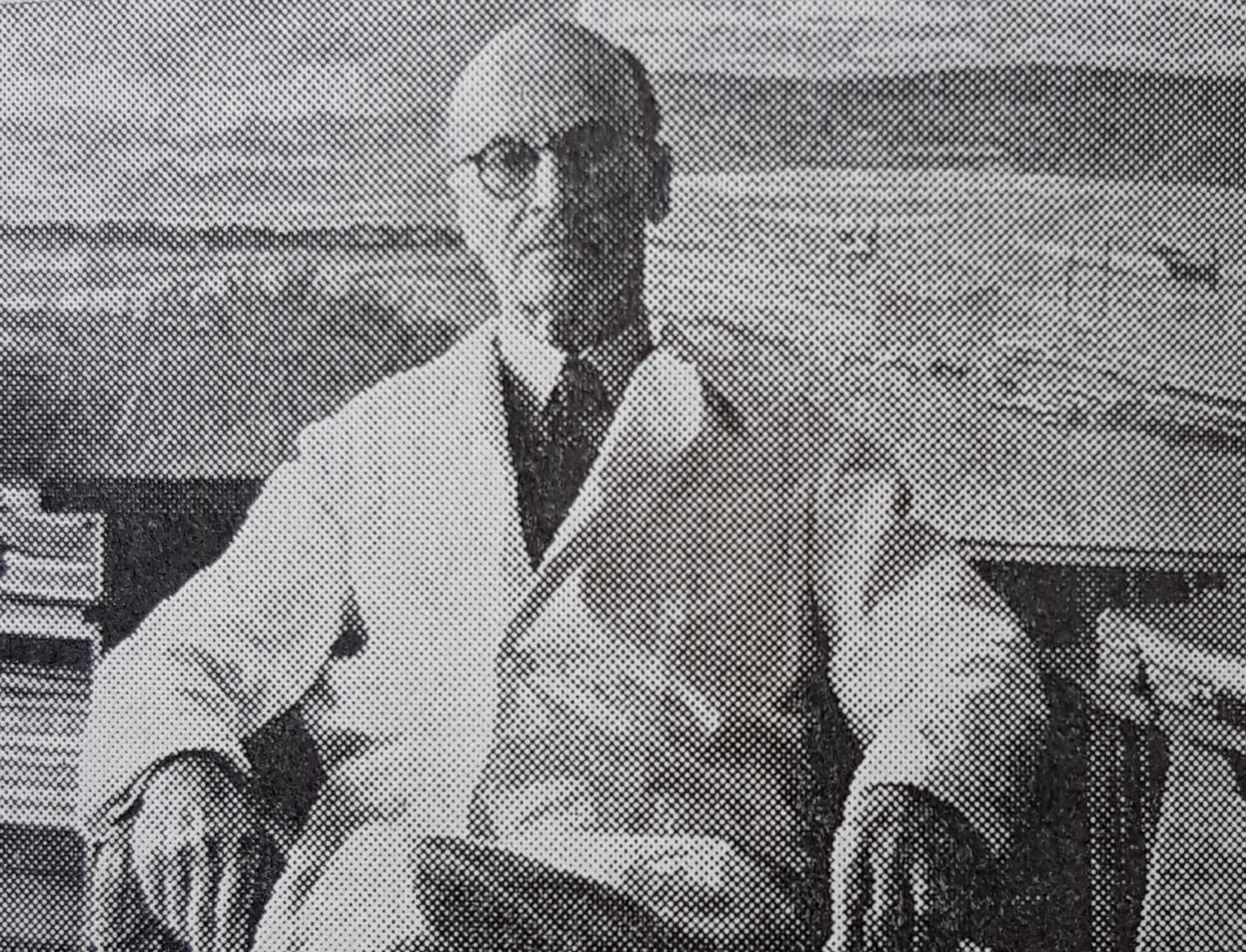
Frans Timén

Frans Helge Timén, född 6 januari 1883 i Göteborg, död 29 augusti 1968 i Örebro Nikolai församling, var svensk landskapsmålare och tecknare.
Timén växte upp på Nya Varvet i Göteborg. Familjen flyttade 1898 till Vänersborg, sedan fadern blivit fängelsedirektör på länsfängelset där. Efter studentexamen 1903 vid Vänersborgs högre allmänna läroverk och några års informationstjänst, studerade Timén 1906–1907 på Valands konstskola i Göteborg för Carl Wilhelmson. Han deltog 1906, 1908 och 1909 i Göteborgs Konstförenings utställningar, samt 1909 i en utställning i Hallins konsthandel i Stockholm tillsammans med tre andra Valandelever: Mollie Faustman, Carl Luthander och Gösta Törneqvist.
Åren 1911–1912 vistades Timén i Paris och åren 1920–1923 på Mallorca och på den spanska östkusten. År 1918 flyttade han från Vänersborg till Stockholm och, efter hemkomsten från Spanien, till Finnerödja, där han under långa perioder bodde i en av flyglarna på Skagersholms herrgård. Han var barndomsvän till Gunnar W. Andersson, som då ägde Skagersholm och som bekostat bland annat Spanienresan. Denne uppförde på 1930-talet ett tvåvåningsbåthus på Järnbodudden i Skagern, i vilket han lät inreda en ateljé till Timén. Byggnaden är sedan 2010 kulturminnesmärke. År 1936 gifte han sig med textilläraren Gerd Widell och flyttade till Örebro, där han bodde till sin död.
Timén deltog i bildandet av konstnärsgruppen Optimisterna och var under åren 1926–1935 representerad på gruppens utställningar, av vilka särskilt utställningarna 1928 på Liljevalchs och 1930 på Konstakademien uppmärksammades. Han blev 1948 medlem av Färg och Form, ställde ut separat i gruppens galleri 1942, 1951 och 1957 och deltog regelbundet i gruppens samlingsutställningar. Han är representerad i flera museer. Nationalmuseum, Moderna museet, Göteborgs stadsmuseum  och  Kalmar konstmuseum, Vänersborgs museum  och Örebro läns museum, samt Vår gård har större samlingar av Timéns konst.
Han blev 1949 ledamot av Konstakademien, erhöll 1963 Örebro läns landstings första kulturstipendium och fick 1967 mottaga Hjalmar Bergmanpriset.
| ”                | Frans Timén har mest målat landskap från Bohuslän och Bergslagen i en monumental och syntetisk naturalism. Han lägger stor vikt vid intensiv ljusverkan och en lätt kubiserad, rytmisk formuppbyggnad under det att färgen är asketisk och sparsamt pålagd i fläckar. T:s konst har sina rötter i läraren Carl Wilhelmsons och Karl Nordströms västkustskildringar. Under Parisåren fängslades han mest av det formstabiliserande måleriet hos Cezanne och kubisterna. | „ |
| – Rolf Söderberg | |   |

Frans Timén är begravd på Strandkyrkogården, Vänersborg.